# Gare de Nantes
Pour l’article homonyme, voir Gare de Nantes-État.
La gare de Nantes (ex-gare de Nantes-Orléans) est la principale gare ferroviaire de voyageurs de l'agglomération nantaise, située dans le département de la Loire-Atlantique, en région Pays de la Loire.
La gare actuelle, datant du milieu du XXe siècle, remplace l'ancienne gare de Nantes-Orléans, de la compagnie du Paris-Orléans, par opposition à la gare de l'État, terminus nantais du réseau de l'État. Son bâtiment voyageurs d'origine, ayant subi d'importants dégâts pendant la Seconde Guerre mondiale, est finalement détruit, puis reconstruit sous une forme plus moderne ; d'importants réaménagements sont par la suite entrepris, dans les années 1980, avec l'arrivée du TGV, puis à la fin des années 2010.

## Situation ferroviaire

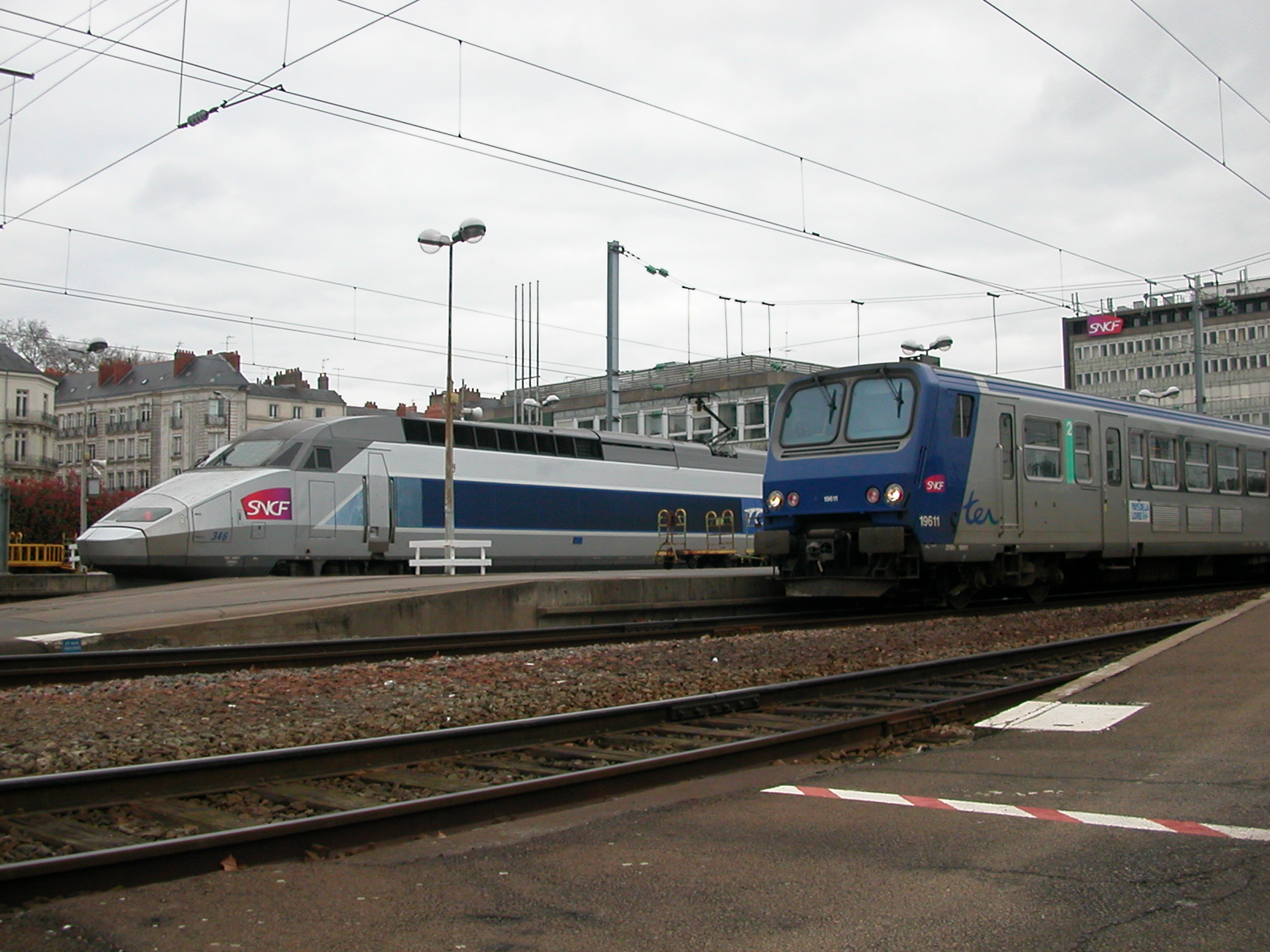
Un TGV Atlantique (second plan) et une automotrice TER Z2 (premier plan) en gare de Nantes.

Établie à 9 mètres d'altitude, la gare de Nantes est située au point kilométrique (PK) 430,372 de la ligne de Tours à Saint-Nazaire, entre les gares ouvertes de Thouaré et de Chantenay. Elle est séparée de Thouaré par la gare aujourd'hui fermée de Sainte-Luce.

Gare de bifurcation, elle est aussi la gare origine (PK 0,000) de la ligne de Nantes-Orléans à Saintes et de la ligne de Nantes-Orléans à Châteaubriant. La première gare de la ligne de Saintes est celle de Saint-Sébastien-Pas-Enchantés, la première de la ligne de Châteaubriant est celle de Doulon, ouverte uniquement au trafic fret.
Le raccordement des deux gares permet de rejoindre la ligne de Nantes-État à La Roche-sur-Yon par Sainte-Pazanne.

## Histoire

### Chronologie
- Le 1er août 1849, mise en service de la ligne de Saumur à Angers, par la Compagnie du PO.
- Le 21 août 1851, mise en service de la ligne d'Angers à Nantes, par la Compagnie du PO.
- Le 10 août 1857, mise en service de la ligne de Nantes à Saint-Nazaire, par la Compagnie du PO.
- Le 30 décembre 1866, mise en service de la ligne de Nantes à La Roche-sur-Yon via Clisson, par la Compagnie du PO.
- En 1868, mise en service de la ligne de Nantes à Redon.
- En 1868, mise en service de la ligne de Redon à Rennes.
- Le 11 septembre 1876, mise en service de la ligne de Nantes à Pornic, par les CFN.
- Le 1er juillet 1878, rachat par la Compagnie de l'État de la ligne de Nantes à Pornic.
- Le 25 janvier 1884, rachat par la Compagnie de l'État de la ligne de Nantes à La Roche-sur-Yon via Clisson.
- Le 18 mai 1885, mise en service de la ligne de Châteaubriant à Saint-Nazaire, par la Compagnie de l'Ouest, et de la ligne de Nantes à Saint-Mars-la-Jaille, par la Compagnie de l'Ouest.
- Le 31 décembre 1946, le dépôt de Nantes-Blottereau avait 17 locomotives à vapeur de la série 141 R.
- Le 1er janvier 1963, le dépôt de Nantes-Blottereau avait 32 locomotives à vapeur de la série 141 R.
- Le 1er janvier 1968, le dépôt de Nantes-Blottereau avait 61 locomotives à vapeur de la série 141 R.
- En décembre 1968, le dépôt de Nantes-Blottereau perd ses locomotives à vapeur de la série 141 R.
- Le 28 mai 1972, la gare prend définitivement le nom de « gare de Nantes »[3].
- Le 3 juin 1973, mise en service d'une desserte Lyon/Nantes A/R en Rame à turbine à gaz jusqu'en 1977.
- En mai 1980, mise en service du train nocturne « Rhône-Océan » reliant Lyon à Nantes.
- Le 28 septembre 1980, mise en service du train Trans-Europ-Express (TEE) « Jules Verne » reliant Paris-Montparnasse à Nantes, composé de voitures Grand Confort et tracté par des locomotives diesel de la série CC 72000.
- Le 22 septembre 1989, dernier jour de circulation du train Trans-Europ-Express (TEE) « Jules Verne » reliant Paris-Montparnasse à Nantes.
- En 1999, le train nocturne « Rhône-Océan » Lyon - Nantes est amorcé à Grenoble les fins de semaine.
- Le 14 décembre 2008, l'électrification de la ligne vers La Roche-sur-Yon et les Sables-d'Olonne permet la création de TGV directs Paris - Nantes - Les Sables-d'Olonne.
- Le 15 juin 2011[4], le tram-train Nantes - Clisson a effectué son parcours inaugural avant de commencer son service par trois aller retour quotidiens qui viennent s'ajouter à la desserte des TER.
- Le 28 février 2014[5], le tram-train Nantes - Châteaubriant est inauguré avec sept allers-retours en semaine entre les deux villes. Les semaines qui suivent voient l'offre augmenter vers Sucé-sur-Erdre et Nort-sur-Erdre.

### La gare d'Orléans

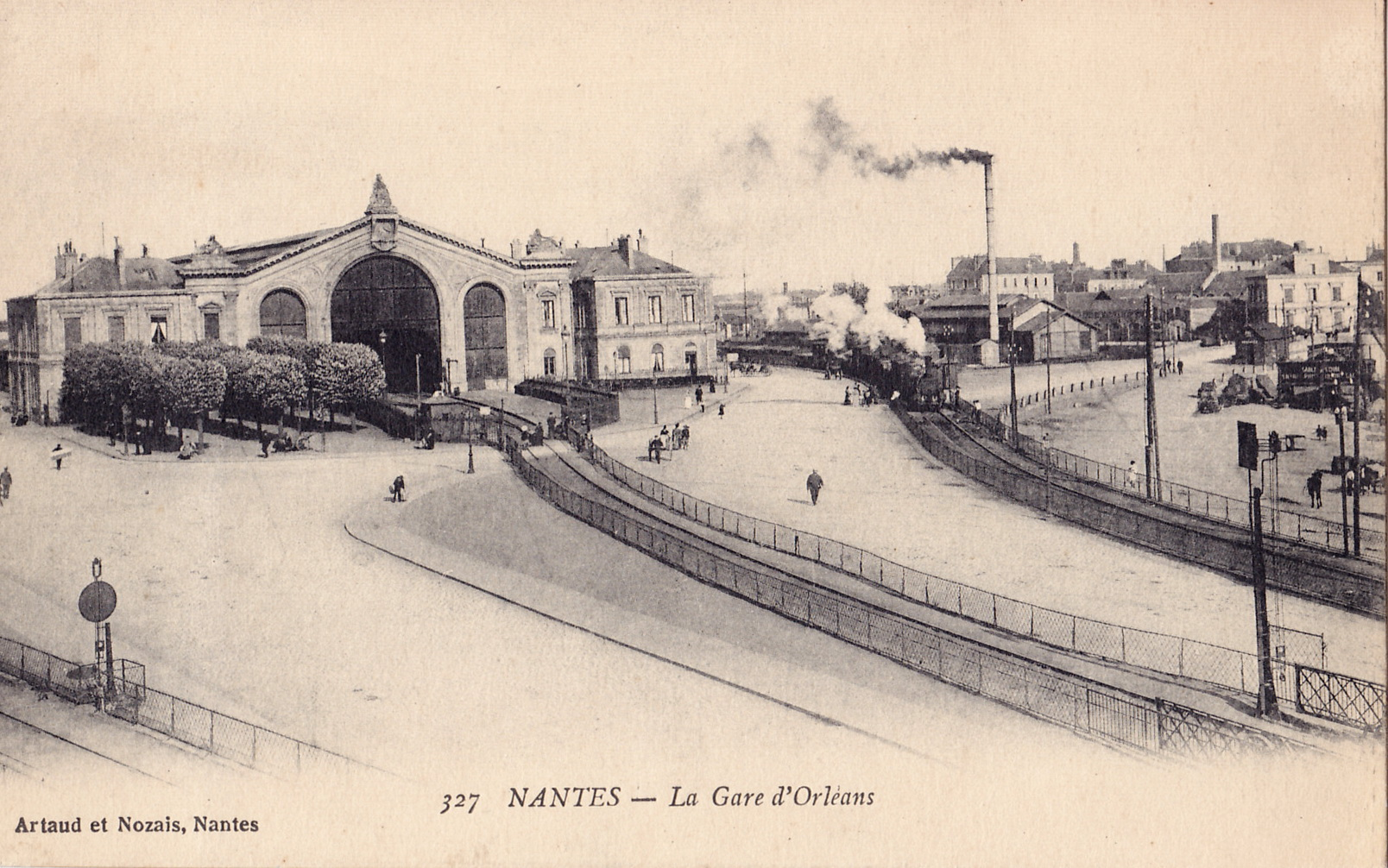
La gare de Nantes-Orléans, dans les années 1910.

Ancienne gare centrale de Nantes, la gare d'Orléans est construite sur le site de la « Prairie de Mauves » (elle s'appela d'ailleurs dans un premier temps « gare Nantes-Prairie de Mauves » jusqu'en 1887), au niveau de la rue Stanislas-Baudry, c'est-à-dire légèrement plus à l'ouest de l'actuelle gare.
Elle est inaugurée en novembre 1853, deux ans après l'arrivée des premiers trains de la Compagnie des chemins de fer d'Orléans, quelques centaines de mètres à l'est, dans une gare provisoire, et après l'extension du réseau vers l'ouest de la ville. En effet, pour des raisons économiques, la priorité fut donnée au prolongement de la voie ferrée jusqu'à Chantenay, via le port de la ville : le tronçon de 4,7 km, inauguré en avril 1853, baptisé « ligne des quais » (correspondant à quelques mètres près à l'actuel tracé de la ligne 1 de tramway sur cette portion).
La construction de la gare d'Orléans nécessita notamment le détournement de l'« étier de Mauves » (ou seil) qui s'écoulait en amont de la Loire, depuis Sainte-Luce-sur-Loire jusqu'au Canal Saint-Félix , en longeant l'actuel boulevard de Stalingrad, puis l'allée Commandant-Charcot (anciennement « quai de Richebourg »). La municipalité fera alors creuser un canal au sud de la nouvelle gare d'Orléans faisant de celui-ci une « gare d'eau ». Cet ouvrage rejoignait le canal Saint-Félix au niveau de l'actuelle rue de Lourmel.
La gare d'Orléans est alors un terminus de ligne venant de Paris-gare d'Orléans (aujourd'hui gare d'Austerlitz). Elle est constituée d'une halle fermée par un frontispice occidental, surmonté par trois sculptures d'Amédée Ménard représentant l'alliance de Nantes avec la Loire et l'Océan Atlantique. Au nord, le bâtiment jouxte une autre gare, celle du Petit Anjou, ligne locale qui desservait Cholet en partant vers l'est, tout en longeant les voies du réseau d'État.

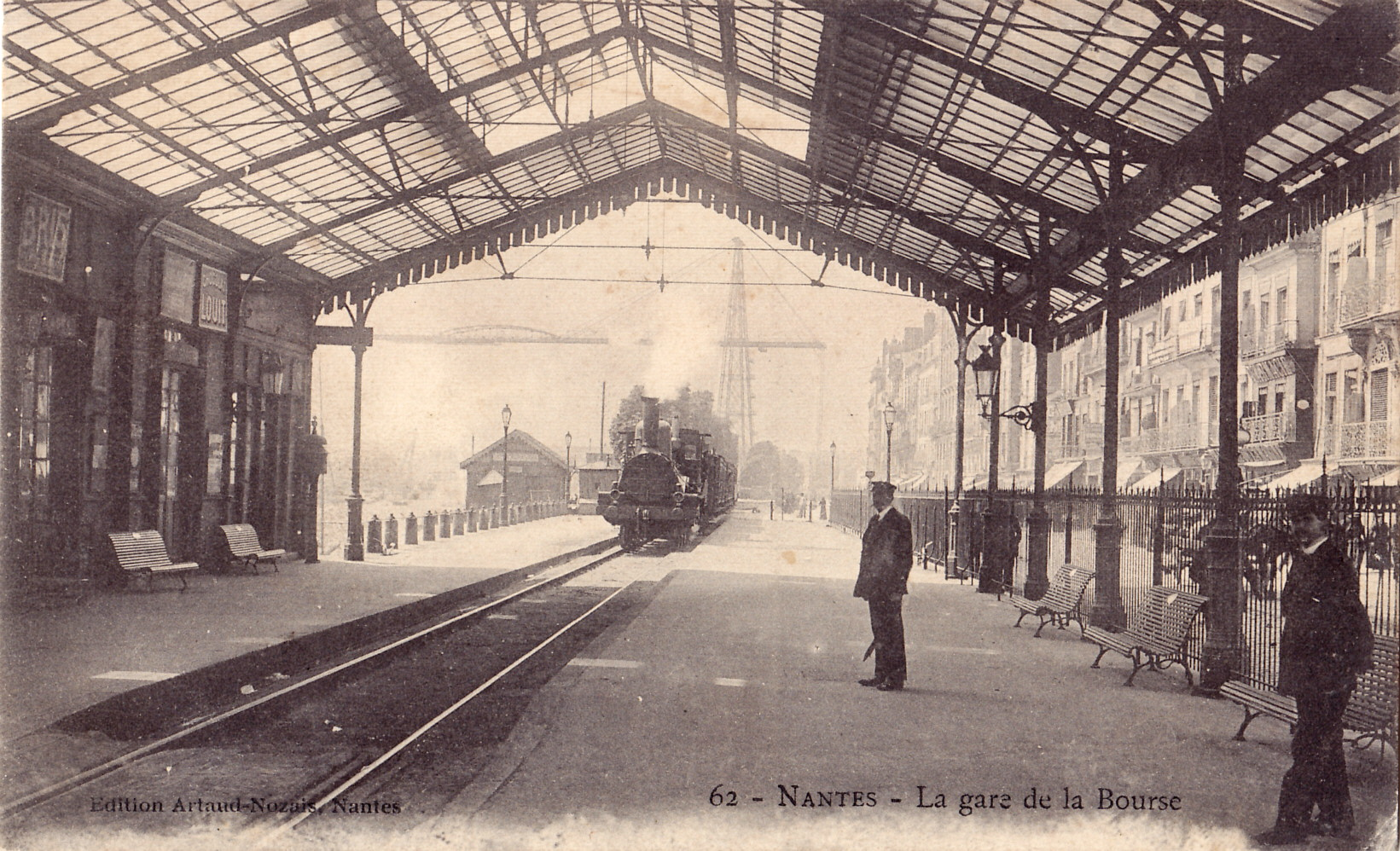
La gare de la Bourse, sur la ligne de Tours à Saint-Nazaire, vers 1905.

La ligne est prolongée vers Saint-Nazaire en 1857, année où la gare de Chantenay, construite au sud de la commune de même nom, est inaugurée. Cette ligne dessert au passage la gare de la Bourse (située dans le centre-ville au niveau du quai de la Fosse) et la gare maritime (servant à l'acheminement des marchandises et cargaisons du port). Ce tronçon, qui emprunte les quais, nécessite l'aménagement de vingt-trois passages à niveau pour traverser les voies. Les convois ferroviaires représentent un danger constant pour les passants, bien que leur vitesse soit alors limitée à 16 km/h. Cette situation devient bientôt intenable et des projets sont proposés pour supprimer toutes les entraves : ainsi la construction d'un viaduc aérien est envisagé dès 1899, projet finalement abandonné en 1933.
Les crues de la Loire faisant peser la menace d'un effondrement des quais sur lesquels se trouvent les voies, pouvant ainsi entrainer une perturbation importante du trafic ferroviaire vers le port de Saint-Nazaire et les stations balnéaires de la Côte d'Amour, constituent pour les autorités le prétexte pour entamer des travaux de comblement des bras nord du fleuve et de son affluent, l'Erdre. L'espace gagné sur le fleuve est utilisé pour dévier la ligne sur l'emprise de l'ancien « bras de l'Hôpital » en 1941. Ce nouveau tronçon est par la suite enfoui dans une trémie recouverte, creusée dans l'ancien lit de la Loire, ces travaux prenant fin en 1955.
Sévèrement endommagée par les bombardements de la Seconde Guerre mondiale, le bâtiment est progressivement démantelée à partir de 1949 (sa verrière est démontée pour raison de sécurité cette année-là).
La restructuration du réseau SNCF d'après-guerre entraine la centralisation du trafic « voyageurs » sur la gare d'Orléans aux dépens de la gare de l'État qui ne garde qu'une activité « fret ».

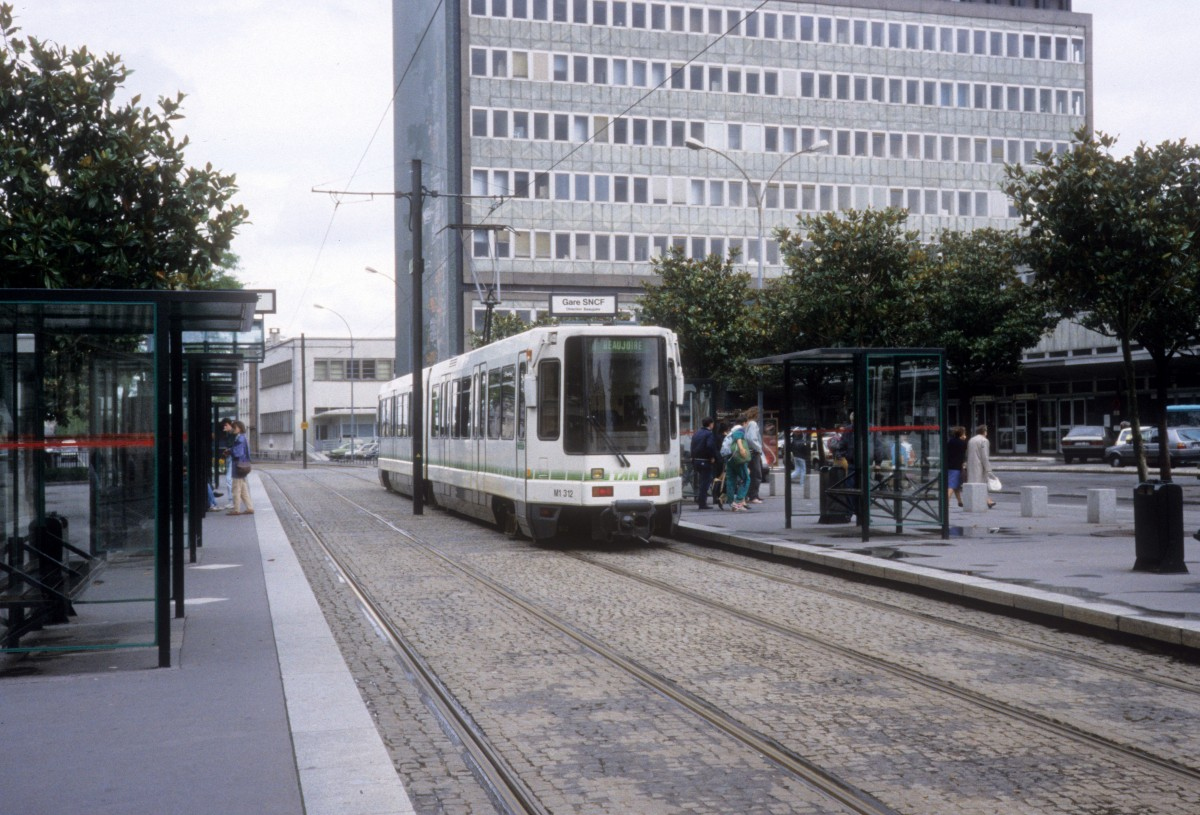
Arrêt de tram devant la gare de Nantes (accès nord) en juillet 1992.

Ce n'est qu'en 1965 que des travaux sont entrepris pour construire une gare entièrement nouvelle. La SNCF fait appel aux architectes Henri Madelain, et Pierre Lefol, à qui elle avait déjà confié de la reconstruction du bâtiment voyageurs de la gare d'Angers. Les travaux sont achevés en 1968, et ce n'est que le 28 mai 1972 que la « gare d'Orléans » prend le nom de « gare de Nantes ».
Les trois voies en impasse 52, 53 et 54 sont restructurées en 2011[réf. nécessaire] pour permettre d'en créer une quatrième (voie 55). Cette augmentation de capacité est réalisée en vue de la mise en service du tram-train Nantes - Châteaubriant réalisée en février 2014.
La gare sud est inaugurée en 1989 pour l'arrivée du TGV. Elle est dessinée par Jean-Marie Duthilleul. Plus moderne que la gare nord, elle présente une façade en pierre de Richemont composée d'un grand hall vitré constitué de verrières en poutres-câbles. La toiture du bâtiment est formée d'une toile en polyester et enduite de PVC. Elle reçoit plusieurs guichets, un tabac-presse, un salon de thé et une cafétéria. Le hall donne également accès directement à l'hôtel Mercure. Elle est reliée au souterrain principal par une grande pente douce, et au petit souterrain situé à l'ouest par un escalier et un ascenseur. Les deux gares sont ainsi directement reliées par deux passages. Depuis 2018, une partie du bâtiment est détruite et n'est plus reliée au petit souterrain.

## Description
L'ensemble de la gare comprend deux bâtiments voyageurs au nord et au sud des 15 voies, un bâtiment administratif du côté nord, ainsi que deux parkings aériens à proximité de chacun des deux bâtiments voyageurs. La gare a été rénovée en 2020.

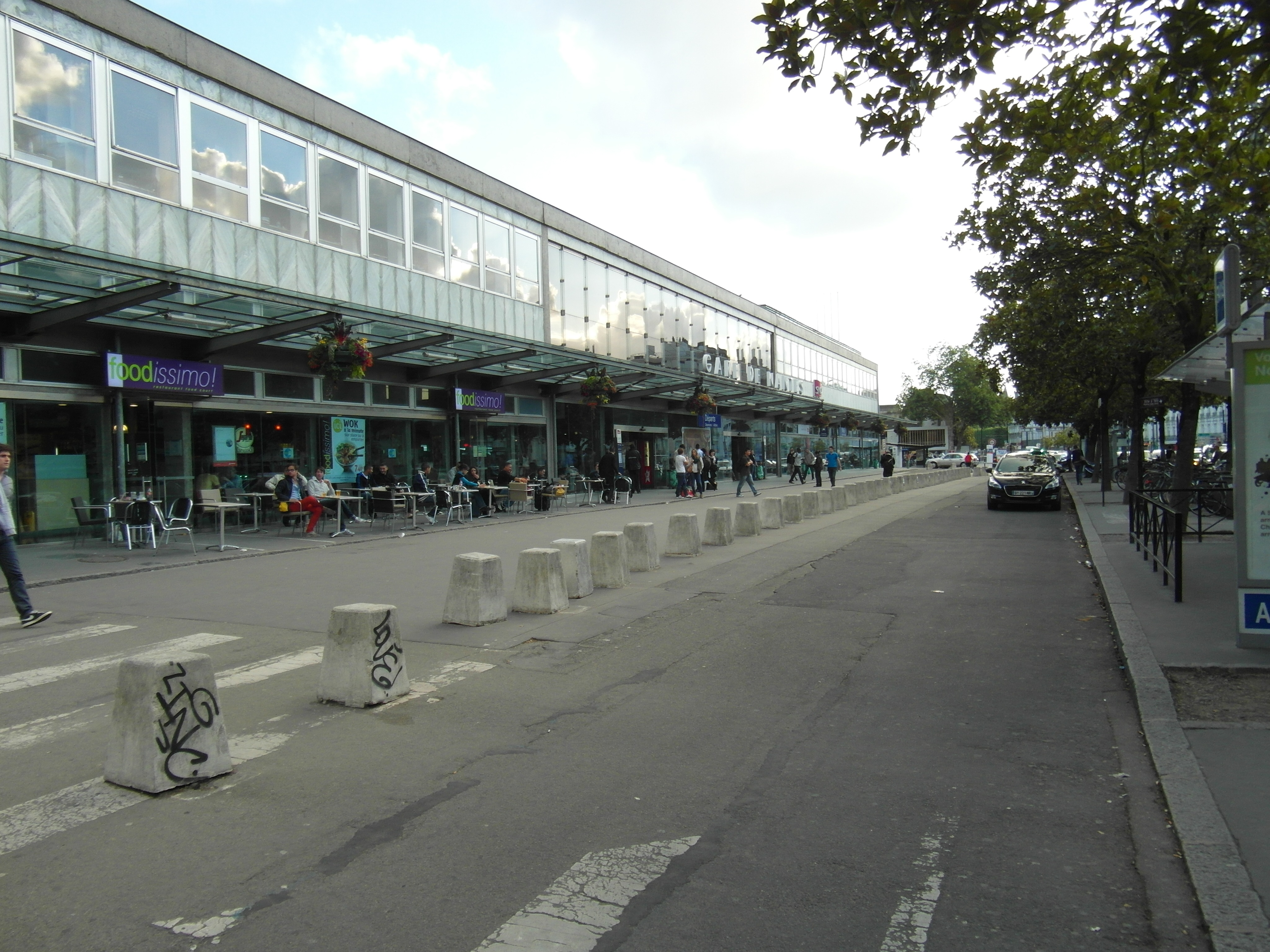
Entrée nord de la gare de Nantes en 2012.

L'édifice construit par Henri Madelain et Pierre Lefol dans les années 1960 se trouve un peu plus à l'est du site de l'ancienne gare de Nantes - Orléans, et est la partie la plus ancienne de la gare actuelle. Celui-ci couvre deux types de construction ayant chacune une fonction différente :
- le bâtiment voyageur couvert en terrasse, long de 160 mètres, comporte un sous-sol, un rez-de-chaussée et un étage avec un hall central de 644 m2 s'élevant sur toute la hauteur du bâtiment. Les murs en béton armé sont revêtus de marbre vert du Portugal, lesquels sont percés de baies en menuiserie d'aluminium. Les grandes surfaces de remplissage sont revêtues de pâte de verre d'un ton uniforme ; tandis que le pignon ouest reprend des motifs de la mosaïque réalisée sur le pignon nord du bâtiment administratif[3] ;

- le bâtiment administratif s'élève sur 30 mètres de hauteur (un sous-sol, un rez-de-chaussée et 7 étages) à l'est du bâtiment voyageurs et présentent sur façades est et ouest les mêmes décors et matériaux que ce dernier. Le bâtiment abrite également un foyer pour le « personnel roulant » comptant une trentaine de chambres. Le grand pignon nord de forme concave dépourvu d'ouverture est décoré d'une composition abstraite en pâte de verre réalisée d'après un carton d'Henri Madelain. Le hall d'entrée abrite une sculpture allégorique représentant la Loire et ses affluents : l'Erdre et la Sèvre Nantaise, œuvre de Jean Mazuet (cette dernière se trouvait initialement dans le hall de départ)[3].

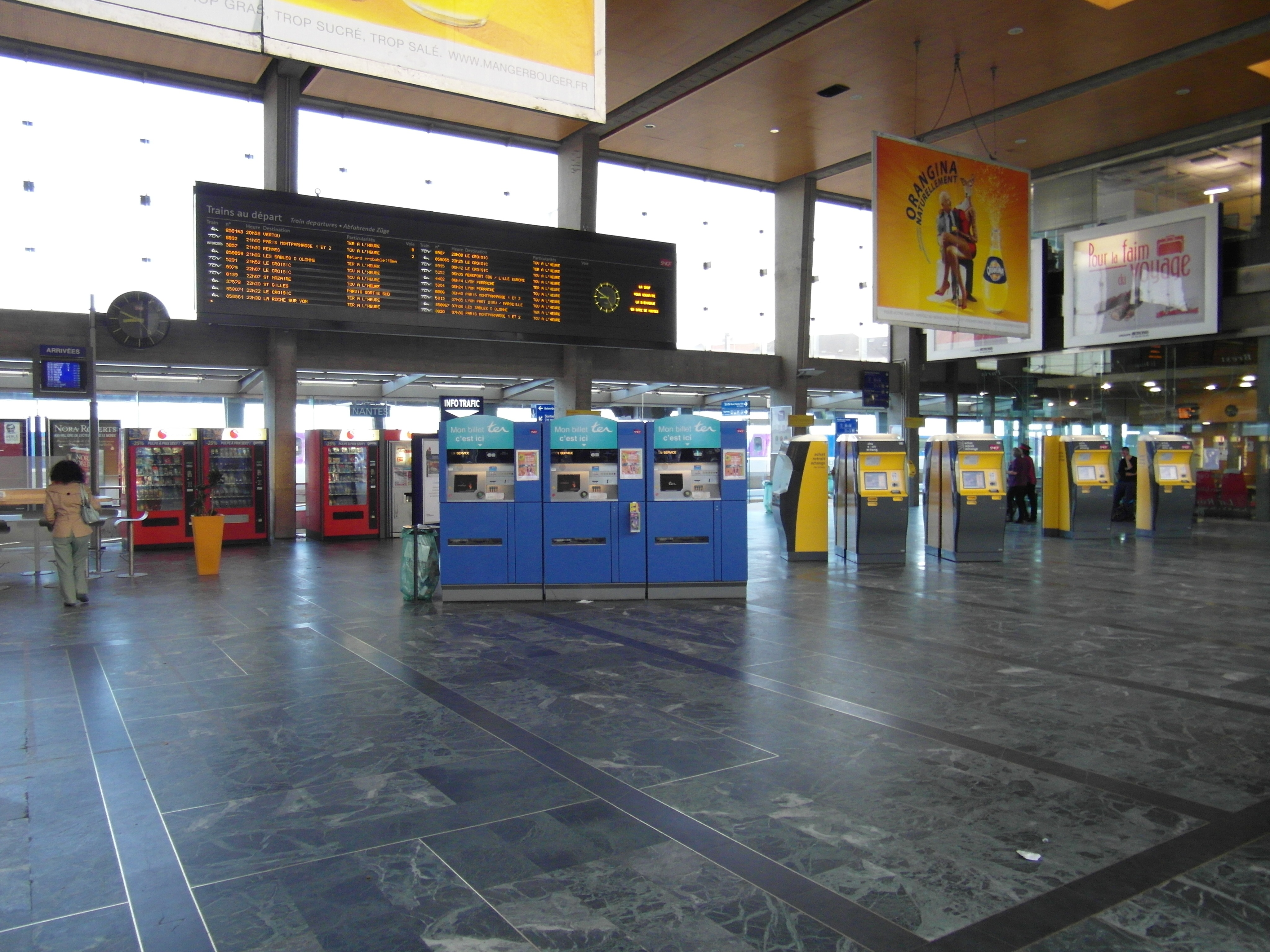
Hall de départ de la gare nord de Nantes en 2012.

Rénovée en 1997 à l'occasion, notamment, de la coupe du monde de football qui se déroula en partie dans la cité des ducs, elle se compose d'un vaste hall de départ et d'un petit hall d'arrivée, séparés par une brasserie et des sanitaires.

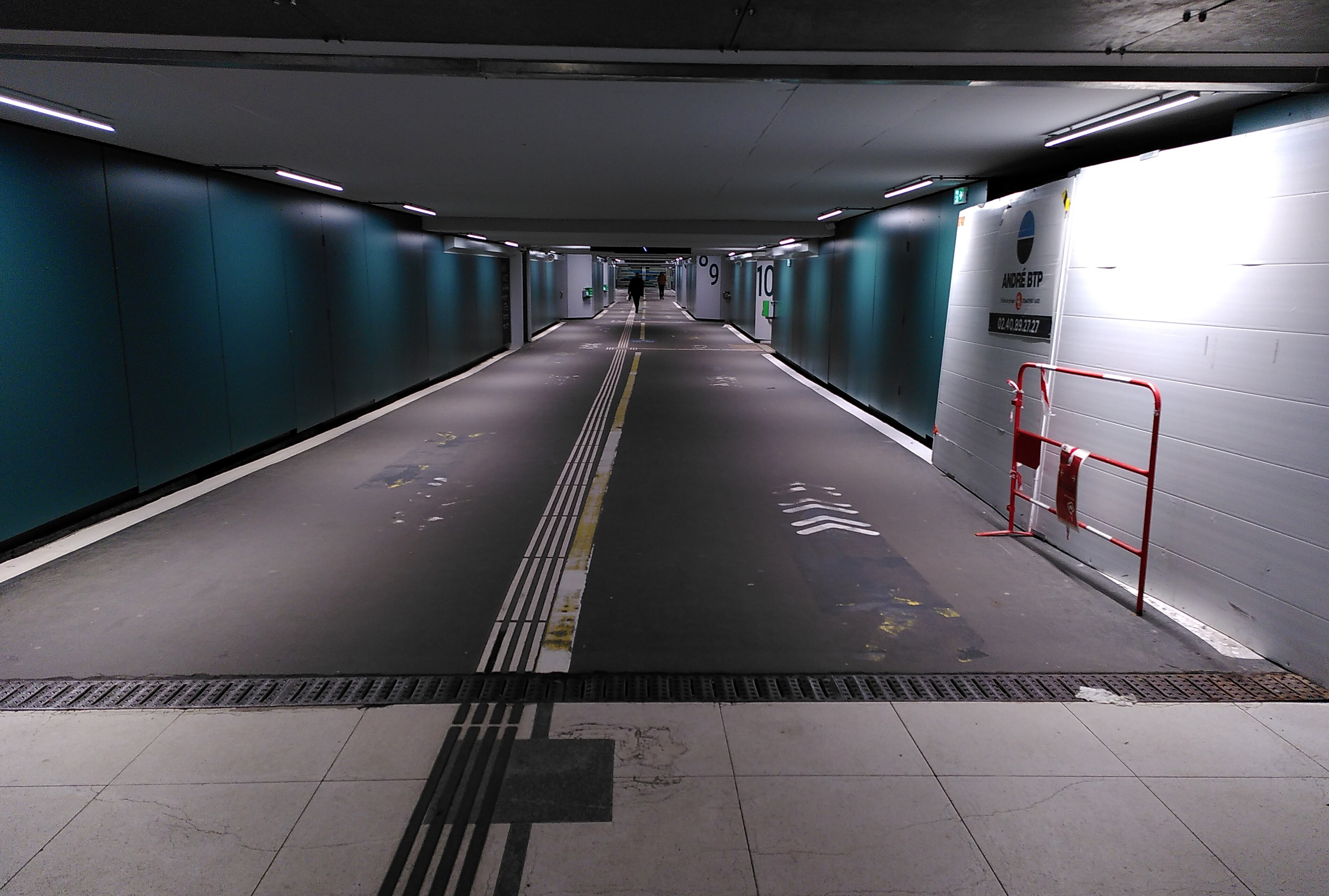
Passage souterrain dans la gare de Nantes en janvier 2024, le soir.

Sur le côté ouest du hall de départ a été aménagé un grand espace de vente où l'on peut se renseigner et acheter ou échanger ses billets. Sur le côté est, se trouve un tabac/presse et une boulangerie/pâtisserie. Un grand passage souterrain aboutit dans la gare nord dans le hall de départ par une pente douce et sur le hall d'arrivée par des escaliers. Un passage souterrain plus étroit situé à l'ouest de celui-ci abouti quant à lui, uniquement dans le hall de départ par un escalier et un ascenseur. L'accès aux voies 1, 52, 53, 54 et 55 se fait en revanche directement depuis le hall de départ qui est ouvert sur le quai.

## Service des voyageurs

### Équipements
La gare de Nantes dispose de 15 voies à quai dont 4 voies en terminus côté nord (52, 53, 54 et 55) et permettant de recevoir des trains arrivant par l'est de la gare.
À l'est, dès la sortie de la gare, des bifurcations séparent les voies se dirigeant au nord (ligne vers Châteaubriant), à l'est (ligne vers Angers et Paris), au sud-est (ligne de Bordeaux) et vers le sud-ouest (ligne du Sud-Loire vers Sainte-Pazanne et au-delà Pornic ou Saint-Gilles-Croix-de-Vie). Au niveau de ces bifurcations, l'ancienne ligne du réseau de l'État coupe la ligne principale.
Toutes les installations de la gare et les branches de l'étoile ferroviaire sont alimentées en courant alternatif 25 kV sur des distances plus ou moins longues :
- vers l'ouest, jusqu'au terminus du Croisic d'une part, jusqu'à Quimper d'autre part ;
- vers le nord (sur la ligne de Châteaubriant) sur quelques centaines de mètres avant la section urbaine du tram-train, électrifiée en courant continu 750 V ;
- vers l'est jusqu'à l'entrée du Mans et de Tours, où le courant continu 1,5 kV prend le relais ;
- vers le sud, jusqu'à la Roche-sur-Yon ainsi que l'antenne des Sables-d'Olonne ;
- vers les lignes de sud-Loire, sur une courte portion se terminant à la bifurcation de Pirmil, avant la première gare (Rezé-Pont-Rousseau).

### Desserte
La gare de Nantes est reliée à Paris en 2 heures (meilleur temps de parcours) et à Lyon, Lille, Marseille, Strasbourg et Montpellier directement par TGV.
Des TGV directs relient Paris aux Sables-d'Olonne (via La Roche-sur-Yon). La ligne n'étant pas électrifiée, des locomotives Diesel de la série CC 72000 tractaient autrefois la rame TGV Atlantique à partir de la gare de Nantes. Cette disposition originale prit fin en décembre 2004. Les TGV directs ont été réintroduits avec l'électrification du tronçon en décembre 2008.
En outre, depuis le 15 décembre 2019, une liaison internationale Nantes – Bruxelles est proposée, grâce au prolongement d'une relation Nantes - Lille déjà existante.
Des trains Intercités desservent également la gare de Nantes vers Bordeaux (3 allers-retours par jour) et vers Lyon (2 allers-retours par jour).
Le réseau Ouigo Train Classique, s'ajoutant aux TGV Ouigo, dessert la gare depuis ou vers Paris.
La gare est aussi le point de convergence des principales lignes du TER Pays de la Loire et notamment la ligne Interloire, en collaboration avec la région Centre, en provenance et à destination d'Orléans.

### Intermodalité

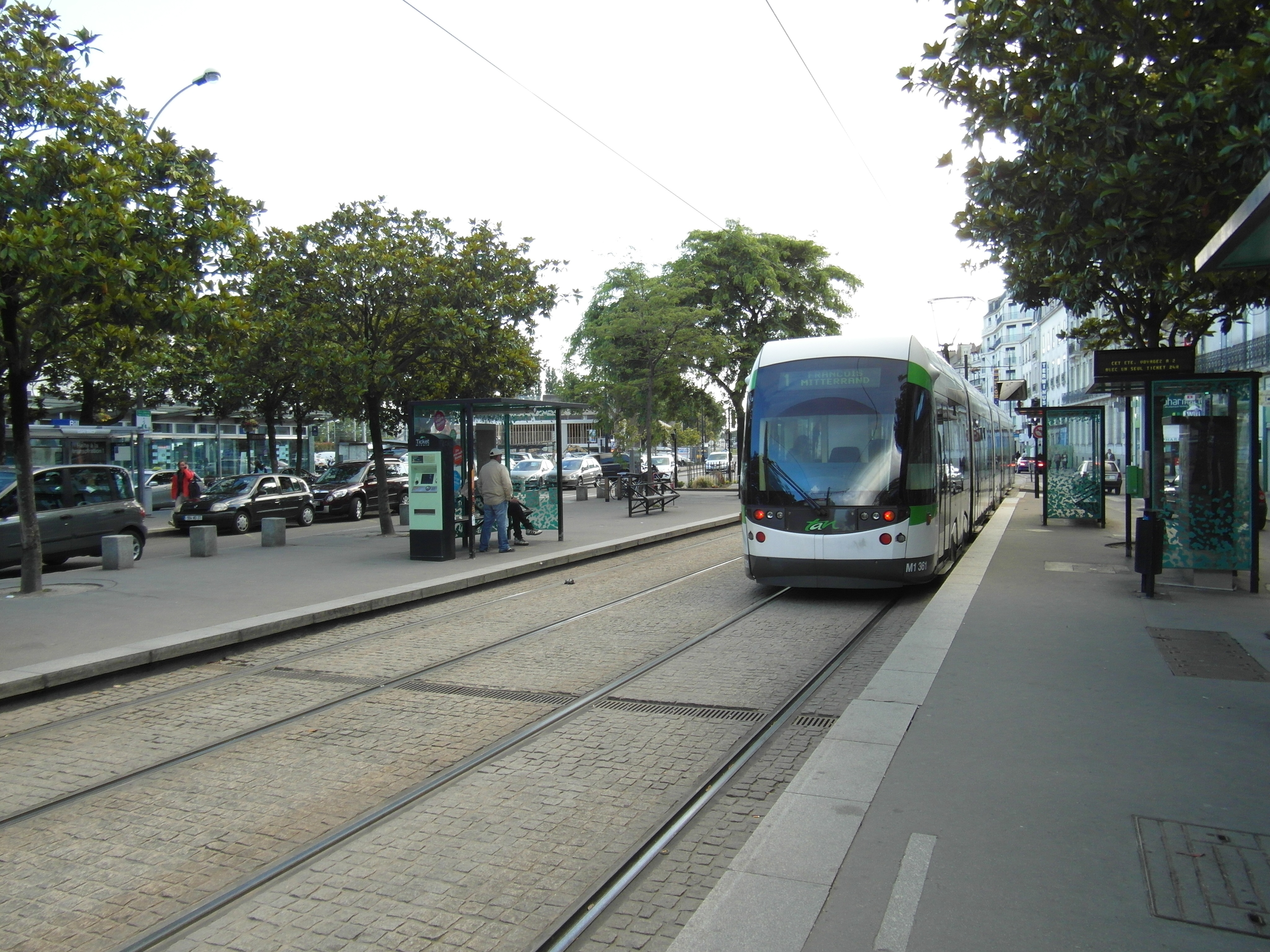
Rame de la ligne 1 du tramway quittant la station Gare SNCF en 2012.

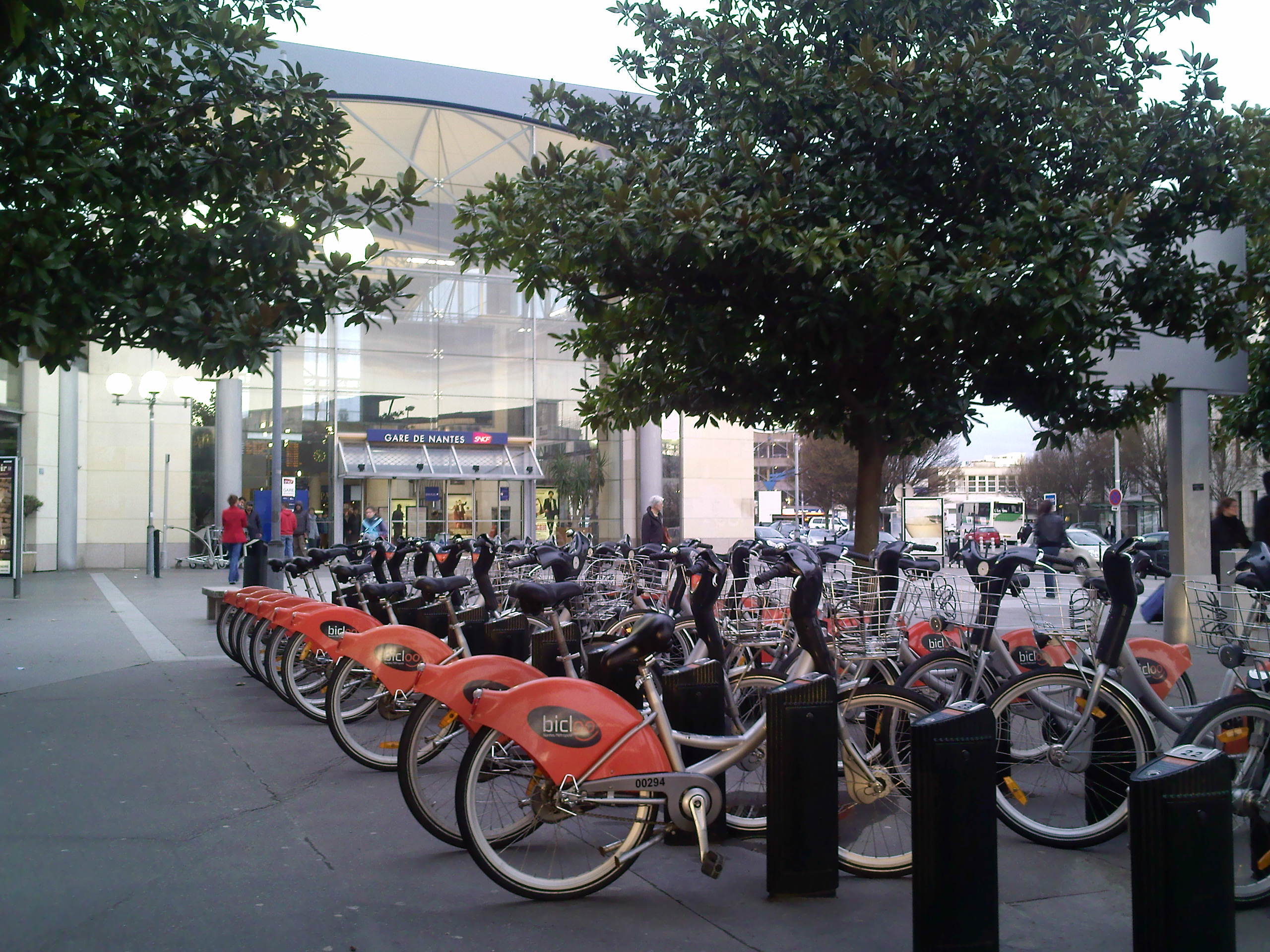
Station Bicloo face à la gare sud.

La ligne 1 du tramway dessert l'accès Nord de la gare depuis 1985 grâce à la station Gare Nord - Jardin des plantes (anciennement baptisée Gare SNCF jusqu'en 2018) située sur l'esplanade Pierre-Semard qui relie notamment le centre-ville et la station Commerce. La ligne 5 du busway qui y a son terminus Gare Sud dessert l'île de Nantes, via Malakoff, et ne dessert Commerce qu'en service de nuit. La station Duchesse Anne - Château qui assure la correspondance de la ligne 1 avec la ligne 4 du busway se trouve à environ 400 mètres de cette station de tramway.
Diverses lignes de bus, dont la « navette aéroport », desservent également la gare Sud, comme les lignes de Chronobus C2 et C3. Les deux rallient le centre-ville et la station Commerce : la C2 rejoignant ensuite le quartier du Cardo à Orvault au nord, tandis que la C3 assure la liaison entre le quartier des Dervallières à l'ouest à celui de Doulon à l'est, via le quartier de Malakoff.
21 lignes de bus départementales et régionales du réseau Aléop desservent également la gare sud.
De juillet 2005 à août 2009, la gare « sud » était également desservie par le Navibus « Erdre », permettant ainsi de rejoindre directement le campus universitaire situé au nord de la ville. Cependant, la très faible fréquentation (70 000 voyageurs par an) a eu raison de cette ligne qui a été supprimée le 24 août 2009, après 4 années de service à titre expérimental, tout au long desquelles ont été « testés » divers itinéraires.
Tous les taxis ont également rejoint les loueurs de voiture à la gare sud depuis juillet 2017.
Chacun des deux accès à la gare de Nantes accueille à proximité une station de vélopartage Bicloo : 1, place Charles-Le Roux pour la gare nord (23 vélos et 17 points d'attache) et face au 12, rue de Lourmel pour la gare sud (29 vélos et 11 points d'attache).
Un parking-silo de 587 places est situé à l'ouest du bâtiment voyageur de la gare Nord. Ce dernier a été construit en 1975 dans le style brutaliste d'après les plans de l'architecte André Sentenac,.
À proximité immédiate de la gare sud se trouve pas moins de 4 parkings (dont la plupart sont des parkings-silo) totalisant plus de 2 200 places.

## Service des marchandises
Cette gare est ouverte au service du fret.

## Nouvelle gare en 2020
Avec un trafic en perpétuelle hausse, la municipalité affirme que dans sa configuration actuelle, la gare de Nantes arriverait à saturation d'ici 2018 où le nombre de passagers pourrait passer à 25 millions. En effet, l'extension du TGV-Atlantique jusqu'aux Sables-d'Olonne, la mise en service de deux lignes de tram-train en 2011 et 2013 et l'ouverture de nouvelles liaisons attractives (Nantes <> Brest en 2 h 45 en 2011) vont faire de la gare de Nantes un point de convergence important pour les voyageurs.
Pour cette raison, Jean-Marc Ayrault (alors maire de Nantes), a souligné l'urgence d'une nouvelle gare. C'est donc le cabinet AREP, filiale architecture de SNCF Participations, qui a imaginé une gare moderne tournée vers la Loire et le cœur historique de la ville. Cette nouvelle infrastructure verra le jour à l'horizon 2016-2020.
Sa superficie qui passera à 66 300 m2 s'étalera sur trois niveaux. Constitué d'un très vaste hall et d'espaces bien définis, l'extension du bâtiment consistera en une galerie qui couvrira l'ensemble des voies, permettant une facilité d'accès aux quais, via de nombreux ascenseurs, escalators et escaliers.
16 700 m2 seront réservés aux halls et couloirs, 5 700 m2 aux commerces, boutiques et restaurants, 14 700 m2 à un nouveau complexe hôtelier, et 17 600 m2 aux activités tertiaires (bureaux, administration, etc.). Mais on y retrouvera également des services publics (poste, banques, crèche), voire culturels (boutiques, salles d'exposition, de conférence, etc.). Des espaces de détente ponctueront cette grande galerie. Les bâtiments de l'actuelle gare nord seront conservés et probablement réhabilités. L'esplanade Pierre-Semard qui forme le parvis de gare, actuellement traversée par le tramway, sera pavée et destinée aux circulations douces (piétons, deux-roues...) et aux transports en commun (uniquement tramway), tandis que les principales voies d'accès seront restructurées.

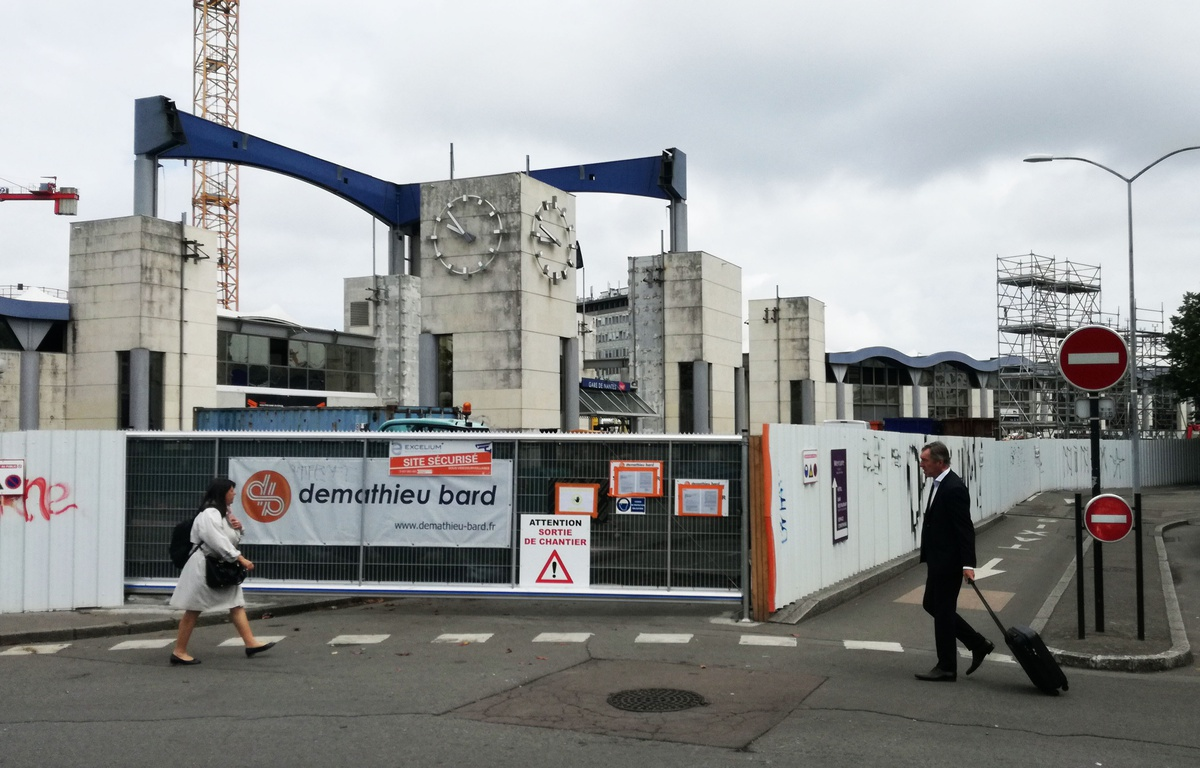
Démolition du hall de la gare sud en mai 2018.

L'actuelle gare sud quant à elle, sera ouverte sur le canal Saint-Félix. Ce vaste espace se transformera en grand pôle d'échange, où voiture (véhicule particulier, loué ou taxi), chronobus, navette aéroport, autocars Lila et Bicloo se compléteront. Une gare routière comptant 15 quais avec des espaces d'attentes abrités et des services informations, sera également construite. Les deux bâtiments préexistants devraient être reliés entre eux par une mezzanine surplombant les voies à partir de laquelle le voyageur pourra accéder aux quais par l'intermédiaire d'escalators et d'ascenseurs.
Des études sont lancées en 2012 avec l'objectif d'une concertation publique en 2013 et d'une livraison à l'horizon 2016-2020 et un coût évalué (uniquement pour les travaux de la gare), à 60 millions d'euros.
Le 7 octobre 2015, la SNCF désigne l'architecte Varois Rudy Ricciotti pour mener à bien le projet, dont les premières images ont été dévoilées à la presse le jour même. Le bâtiment se présentant sous le forme d'une passerelle-mezzanine vitrée, posée à une dizaine de mètres au-dessus des voies, sera large de 25 mètres pour une longueur de 160, accueillera également 1 500 m2 de commerces et de services. La pose de la première pierre a été effectuée le 6 décembre 2017.
En 2023, doivent débuter les travaux d'extension du bâtiment administratif qui verra sa surface doubler, pour la porter à 9 000 m2, en agrandissant le bâtiment sur le côté est et en lui adjoignant un niveau supplémentaire, en mezzanine, dédié à l'évènementiel. Hormis le rez-de-chaussée et le premier étage qui seront occupés par la SNCF, le reste sera occupé par cinq niveaux de plateaux de bureaux évolutifs. Il sera également mis à disposition de ses usagers : un café-restaurant et une salle de fitness, situés au rez-de-chaussée. L'investissement, la construction, la promotion et l'exploitation de la nouvelle structure baptisée Naow, qui doit être mise en service en 2026, sont confiés au groupe Legendre pour une durée de 40 ans, période à l'issue de laquelle elle reviendra dans le patrimoine de SNCF Gares & Connexions.

### Mezzanine
Les travaux de construction de la mezzanine signée Rudy Ricciotti débutent avec la restructuration de l'extrémité ouest du bâtiment voyageurs de la gare nord et la pose de la première pierre en décembre 2017.
Le hall d'entrée de la gare sud est démolie en mai 2018.
Les première poutres du plancher de la mezzanine surplombant les voies sont posées en juin 2018 depuis la gare nord.
Elle est inaugurée en novembre 2020.

## Dépôt de Nantes-Blottereau
Nantes possède également un important dépôt de locomotives technicentre conservant une importante activité, celui de Nantes-Blottereau, situé dans le quartier de Doulon. De la locomotive à vapeur 231 D (le film sur la 231 D 745 a été tourné a Nantes), aux locomotives diesels BB 66000 et BB 67000 en passant par les autorails X 2400, X 2800 et X 4300 puis les locomotives électriques BB 25200 et BB 22200 y sont entreposées.
Cependant, l'ancienne gare de triage qui s'y trouve doit être transformée en gare de fret en 2022 en remplacement de la gare de Nantes-État.

## Cinéma
La gare a servi de décor pour le film Maine Océan de Jacques Rozier (1986).